# 町区
町区（ちょうく）、ないし、イングランドにおけるタウンシップ (township) は、広めの小教区（パリッシュ）を区分した区域の単位を意味し、その範囲内には村落か小規模な町が含まれ、通常はそこに地域の教会が成立している。もっぱら歴史的に用いられていた行政区域であり、町分区（ちょうぶんく）、町分教区（ちょうぶんきょうく）などと訳されることもある。町区の範囲は、チャペルリー、マナー、その他の小規模な地域行政区画の単位と一致することもあれば、一致しないこともある。
町区は、以下の諸概念とは異なるものである。
- 村区 (Vill) - 伝統的に、法制史家の間では、村区とは農村的コミュニティに関わる一定の広さの土地のことを意味しており、課税や法執行に関わって農村的コミュニティに言及する場合に町区（タウンシップ）という表現を用いる[4]。
- チャペルリー (Chapelry) - 通常の小教区（パリッシュ）を成立させるだけの教会としての機能を備えていないチャペル（礼拝堂）を単位とした、小教区に準じる範域。
- タイジング (Tithing) - 中世の十人組制度（英語版）における基本的な単位[4]。

しかし、これらの概念を含意して「町区/タウンシップ」という表現が用いられる場合もある。

## 歴史

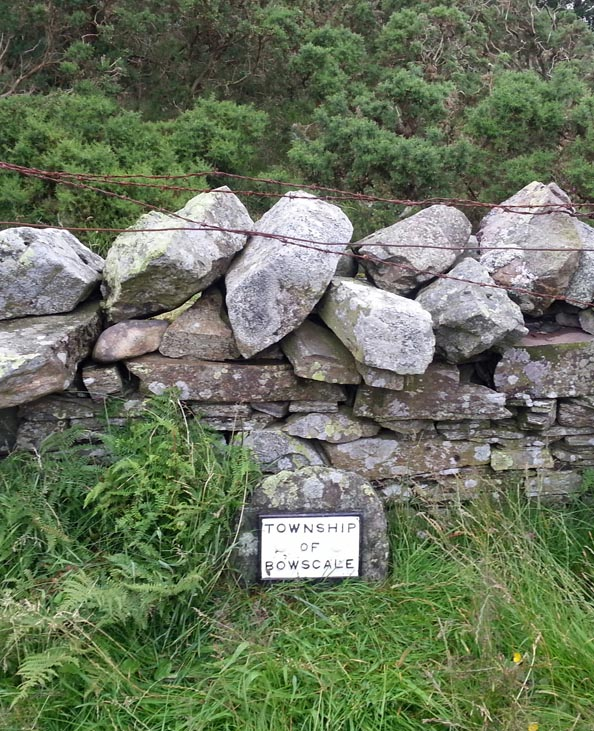
カンブリア州マングリズデールにある、かつての町区の境界標識。歴史的遺構として復元されたもの。

イングランド各地では、行政上の基礎的な単位は小教区（パリッシュ）であり、多くの場合それは教会の単位と一致したものであった。しかし、北イングランドなど、一部では、より小さな単位として、小教区を分割した町区が設けられていた。これが設置された理由は様々であった。
- 北イングランドの一部では、パリッシュの規模が大き過ぎ、その運営に不便が生じていた。例えば、シェフィールドは単一の小教区から成っていたが、その範囲には、エクレソール・ビアロー (Ecclesall Bierlow)、ブライトサイド・ビアロー (Brightside Bierlow)、アタークリフ・クム・ダーノール (Attercliffe cum Darnall)、ニーザー・ハラム (Nether Hallam)、アッパー・ハラム (Upper Hallam)、シェフィールド (Sheffield) と、6つの町区が設定されていた。ランカシャー州のウォーリー（英語版）の小教区には、47の町区が含まれ、総面積は43,000 ha (105,000 ac) 以上に及んでいた[5]。
- 北イングランドだけでなく、各地で、ひとつの小教区内の異なる部分が、別々のハンドレッド（英語版）なり、カウンティ（州）に分かれ帰属していることがしばしばある。
- 時には、ひとつの町区が、その範囲内に複数の異なる小教区の部分を含むことがあり、例えば、ヨーク近郊のヒワース（英語版）の場合、その町区の領域にセント・セイヴィアー (St Saviour)、セント・カスバート (St Cuthbert)、セント・ガイルズ (St Giles) の各小教区の一部が含まれていた。

地域史家のドロシー・シルヴェスター (Dorothy Silvester) は、（現行のデンビーシャーとは異なる）歴史的なカウンティとしてのデンビーシャーから、シュロップシャー、スタッフォードシャー、ダービーシャー、ヨークシャー北部を結び、イングランドとウェールズをカウンティ単位で南北に分割する、「パリッシュ・ライン (parish line)」を画定した。この線より北では、小教区の規模が大きくなる傾向があり、小教区内に行くつかの町区が設けられることがよくあった。一方、この線より南では、小教区内にはひとつの町区しか存在しない傾向があった。
町区は、小教区と同じように、救貧法に基づく救貧監督官 (overseers of the poor) や、公道 (highway) のサーベイヤーを任命し、彼らは小教区が任命する役職者と同様に、地方財産税（レイト）の課税によって必要な資金を賄っていた。行政教区のもともとの定義は、合法的に地方財産税を課すことができる場所、というものだった。ほとんどの町区は、隣接する行政教区に吸収されたり、自ら独立した行政教区としての地位を得て、1866年以前に消滅した。

## 現代における用例
町区を意味したタウンシップ (township) という表現は、存続しており、近年に至って北イングランドにおける行政区画としてバラの下位区分単位の呼称として再び使用されるようになっている。例えば、ロッチデールの都市バラであるメトロポリタン・バラ・オブ・ロッチデールには、地域委員会としてタウンシップ・コミッティー ( township committees) が設けられており、ウィガンのメトロポリタン・バラ・オブ・ウィガンは、10のタウンシップに区画されており、それぞれにはタウンシップ・フォーラム (township forum) が設けられている。ウィラルでは都市計画上の目的から、ひとつの都市バラが44に区画されている。
シェフィールド市内に28設けられている選挙区のひとつであるモスバラは、ハーフウェイ (Halfway)、モスバラ・ビレッジ (Mosborough village)、ウォーターソープ (Waterthorpe)、ウェストフィールド (Westfield) の各地区を含んでいる。市の東部に位置し、国政選挙（庶民院）のシェフィールド・アタークリフ選挙区を構成する選挙区のひとつである。この地域はしばしば、モスバラ・タウンシップ (Mosborough Townships) と通称されるが、このような呼称は行政上の正式なものではない。
シュロップシャー州では、ライトン＝イレブン＝タウンズという地名が、中世の町区の記憶を伝えている。ヘレフォードシャー州では、ブロムヤードに、中央に位置する町の領域に加え、3つの町区/タウンシップの呼称を現在まで残している。